# 얀 모라베크
얀 모라베크 (Jan Morávek, 1989년 11월 1일, 프라하 ~)는 체코의 축구 선수로, 현재 1. 체스카 포트발로바 리가의 클럽 보헤미안스 1905와 체코 축구 국가대표팀 소속으로, 포지션은 공격형 미드필더이다. 2011-12 시즌 겨울시장에서 FC 아우크스부르크로의 임대가 확정되었다.

## 경력

### 클럽팀
모라베크는 1995년 보헤미안 1905에서 축구를 시작하였고, 그는 2006년에 1군으로 승격되었으며, 2007년 6월 8일에 1. HFK 올로무치전에서 데뷔전을 치렀다. 그는 감베리누스 리가의 첫 경기를 2007년 11월 12일 AC 스파르타 프라하와의 경기에서 치렀다.
2008년 11월, 독일의 FC 샬케 04에서의 테스트 후, 그는 2009년 3월 24일, 팀과 계약을 하였다. 그는 €2.5M의 이적료로 2009년 7월 1일에 합류하였다. 2010년 여름 샬케는 모라베크를 1. FC 카이저슬라우테른으로 2010-11시즌동안 임대하였다.

### 국가 대표
모라베크는 체코의 U-18 대표팀 경기에 6번 출장하여 2골 넣었다. 그는 U-21 체코 대표의 일원으로 9경기에 출장하였다. 2010년 3월 3일, 그는 체코 시니어팀의 데뷔전을 0-1로 패한 스코틀랜드전에서 후반전에 야로슬라프 플라실과 교체되어 치렀다.